# Bulbophyllum vinaceum
Bulbophyllum vinaceum är en orkidéart som beskrevs av Oakes Ames och Charles Schweinfurth. Bulbophyllum vinaceum ingår i släktet Bulbophyllum och familjen orkidéer. Inga underarter finns listade i Catalogue of Life.